# Mirko Fait

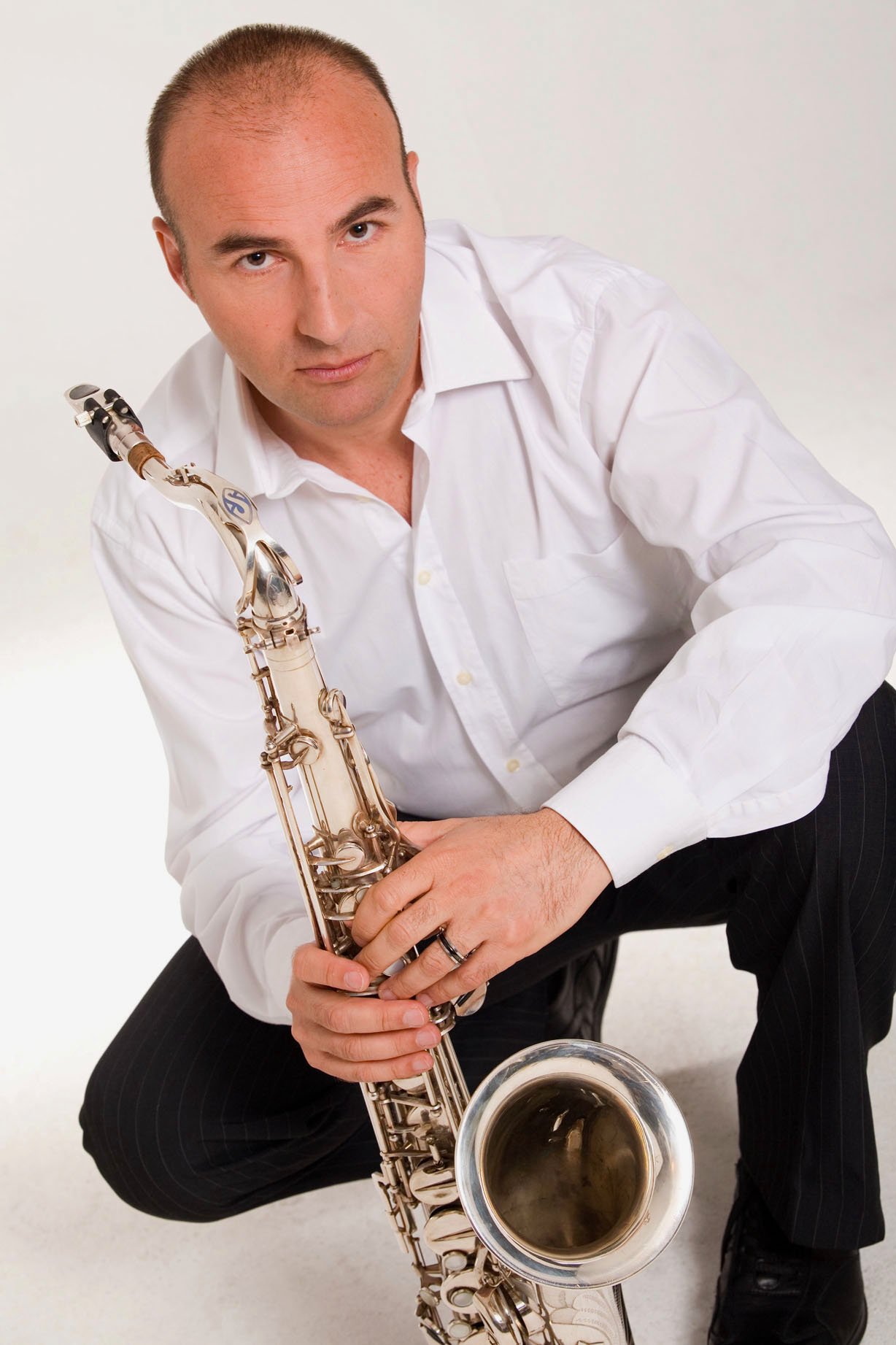
Mirko Fait (2010)

Mirko Fait (Milaan, 3 juni 1965) is een Italiaanse jazzsaxofonist (sopraan- en tenorsaxofoon), componist en muziekproducent.

## Biografie
Fait, geboren in een familie van musici, begon in de jaren 70 op de gitaar. In de jaren 90 stapte hij over op de saxofoon. Hij had in Bergamo les van Alberto Nacci, in Milaan van Michele Bozza, Giulio Visibelli en Emanuele Cisi (in Civica di jazz, geleid door Franco Cerri en Enrico Intra), tevens kreeg hij les van Michael Rosen. In 2002 begeleidde hij de Cubaanse musicus Gendrickson Mena Diaz. Hij werkte samen met Michele Bozza, Marco Panascia, Roberto Piccolo, Germano Zenga, Jorge Gonzales, Gigi Cifarelli en Luigi Tognoli. In 2007 richtte hij zijn groep Fait Club Quintet op. Hij speelde in Mantic Ensemble met pianist Danilo Manto en drummer Max Patrick. In 2009 werd hij de leider van het project United Jazz Artists of Milan. Tevens werd hij actief voor het platenlabel Italian Way Music, waar hij verantwoordelijk is voor de jazzproducties. Hij heeft opgetreden in de films Cado dalle nubi en Imagine You and Me.

## Discografie
- Mirko Fait / Gino Fioravanti / John Toso In a Whisper (Italian Way Music 2008)
- United Jazz Artists of Milan (Italian Way Music 2009)
- Mantic Ensemble Deep Lights (Italian Way Music 2010)
- Confidences (Jazz di Marca 2017, met Roberto Piermartire, Antonio Zambrini, Giampiero Spina, Rodrigo Amaral, Roby Giannella)[2]